# Hiparco (oficial de caballería)
Un hiparco (en griego antiguo: ἵππαρχος hípparjos, de ἵππος híppos ‘caballo’ y άρχή arché,‘mando’) era un oficial de la caballería griega de la Antigüedad.
La caballería ateniense fue organizada por Pericles con anterioridad a la guerra del Peloponeso. Al frente de ella había dos hiparcos. Cada uno mandaba una hiparquía, un contingente de unos 500 jinetes. 
El cargo de hiparco era anual y se hallaba directamente subordinado al strategos (general). Eran elegidos por los consejeros de la Boulé (Consejo ateniense). Recibían una lista oficial con los nombres de los jinetes alistados por los hoi  katalogeîs (funcionarios alistadores). Decidían con la Boulé, quienes de los apuntados en la lista eran o no aptos para servir en la caballería.
Aunque en términos militares la caballería era secundaria, desde un punto de vista social el servicio en este cuerpo era muy bien considerado y tenía un gran prestigio, puesto que era considerado un signo de prosperidad y mostraba la disposición bélica del interesado. El cargo daba al hiparco la oportunidad de demostrar su riqueza en público.
Jenofonte dedicó una de sus obras menores, Hipárquico o El jefe de la caballería a un hiparco determinado, de quien no menciona el nombre y al que da consejos e instrucciones. Es un manual didáctico que trata sobre los deberes del hiparco. Según el propio autor el contenido lo complementa con su tratado Sobre la equitación o De la equitación.

## Epihiparco
Epihiparco (en griego: epihipparkhos) es un antiguo título militar griego del comandante de una unidad de caballería de 1000 jinetes. Esta unidad se dividió en dos hiparquías de 500. Cada uno de estos fue comandado por un hiparco.

## Durante las conquistas de Alejandro
La naturaleza exacta de la hiparquía cambió significativamente durante el reinado de Alejandro Magno. En el año 334 a. C., la caballería pesada macedonia incluía, además de la guardia real (agêma) y cuatro escuadrones ilais) de lanceros exploradores (prodromoi), siete escuadrones de 1200 hetairoi  (Compañeros' bajo el mando del hiparca Filotas, hijo de Parmenión. Tras la muerte de Filotas en el otoño del 330 a. C., Alejandro procedió a reformar la caballería de los Compañeros, que dividió en dos hiparquías al mando de Hefestión y Clito el Negro, estando entonces una hiparquía compuesta por una tetrarquía, o por cuatro escuadrones de caballería.
Según Flavio Arriano, en el 324 a. C. Alejandro añadió una quinta hiparquía formada por epígonos (herederos) orientales; esto significa que Alejandro había formado previamente cuatro hiparquías integrando a los prodromoi y a nuevos reclutas macedonios o asiáticos. Es posible datar esta reforma en torno al año 329 a. C. En efecto, durante la campaña contra Bessos, Ptolomeo fue colocado al frente de tres hiparquías; en el 328 a. C., a orillas del río Yaxartes, Alejandro dirigió contra los escitas tres hiparquías; por último, Alejandro se puso al frente en la batalla del Hidaspes en 326 a. C., cuatro hiparquías de Compañeros y una hiparquía de jinetes orientales. Quinto Curcio Rufo menciona que Alejandro podía contar en 324 a. C. con 2000 jinetes macedonios, lo que arroja 500 jinetes por hiparquía.
Seis hiparcas están atestiguados por las fuentes durante el reinado de Alejandro: Hefestión, Pérdicas, Crátero, Demetrio, Eumenes de Cardia y Clito; este último, a distinguir de Clito el Negro asesinado en 328 a. C., habría sustituido a Cratere en el 326. Hefestión ejercía de facto autoridad sobre los demás hiparcas ya que obtuvo el título de quiliarca de los Compañeros, a distinguir del equivalente quiliarca del ejército aqueménida; Según Diodoro Sículo, Hefestión es designado hiparca de los Compañeros, como Filotas. Arriano afirma que Alejandro no nombró un nuevo quiliarca pero tal vez aquí esté confundiendo la quiliarquía ecuestre con la quiliarquía áulica (de aulos o "trono"), pues Plutarco afirma que Pérdicas sucede a Hefestión, y Diodoro considera que Seleuco recibe en la época de la partición de Babilonia el título de hiparca de los Compañeros (por tanto quliarca ecuestre) tras Pérdicas.